# Middle-earth: Shadow of War
Middle-earth: Shadow of War je akční videohra na hrdiny z roku 2017, kterou vyvinulo studio Monolith Productions a vydala společnost Warner Bros. Interactive Entertainment. Jedná se o přímé pokračování hry Middle-earth: Shadow of Mordor z roku 2014, které je stejně jako předchozí díl založeno na legendáriu J. R. R. Tolkiena o Středozemi a filmové sérii Petera Jacksona, z níž hra čerpá inspiraci. Děj je zasazen mezi události Hobita a Pána prstenů, a začíná v momentě, kdy gondorský hraničář Talion a přízrak elfského pána Celebrimbora ukovají nový Prsten moci ve snaze zbudovat si vojsko v boji proti Sauronovi. Hra staví na systému Nemesis představenému již v Shadow of Mordor, který hráčovi umožňuje získávat přívržence z nepřátelských řad a velet jim ve válce.
Shadow of War přesáhnul rozsah Shadow of Mordor tím, že představil nové herní mechaniky a rozšířil systém Nemesis, který procedurálně generuje skřety, s nimiž hráči mohou bojovat a rekrutovat je. Ve srovnání s předchozím dílem nabízí hra více odlehčených momentů a pět hlavních oblastí bylo navrženo tak, aby byly větší a barevnější. Místa ve hře byla inspirována krajinou východního Washingtonu, Aljašky a Islandu. Troy Baker opět namluvil postavu Taliona a zároveň se stal režisérem zaznamenání pohybů. Mezi další herce patří Alastair Duncan jako Celebrimbor, Laura Bailey jako Eltariel a Pollyanna McIntosh jako pavoučice Odula.
Shadow of War byl oznámen v březnu 2017 a celosvětově vydán 10. října téhož roku pro Microsoft Windows, PlayStation 4 a Xbox One. Přijat byl obecně příznivě, ovšem ve srovnání s předchozím dílem byly recenze spíše smíšené. Chvála byla směřována na hratelnost a vylepšený systém Nemesis, oproti tomu kritika byla zaměřena na mikrotransakce, příběh a příliš objemný design světa. V říjnu 2017 se stala nejprodávanější videohrou ve Spojených státech. Později bylo vydáno také několik bezplatných aktualizací a dvě příběhová rozšíření. Jedná se o poslední hru, kterou studio Monolith vyvinulo před svým uzavřením v únoru roku 2025.

## Hratelnost
Middle-earth: Shadow of War je stejně jako předchozí titul akční videohra na hrdiny hraná z pohledu třetí osoby a zasazená v otevřeném světě. Hráč se ujímá role Taliona, který jakožto gondorský hraničář disponuje několika přirozenými atletickými a bojovými dovednostmi, ale také má díky spojení s Celebrimborovým duchem magické schopnosti. Hráč využívá svých kombinovaných schopností k dokončení různých misí, jejichž cílem je obvykle oslabit nepřátelská vojska. Hra obsahuje hlavní úkoly, které posouvají příběh kupředu, a mnoho vedlejších úkolů, které mohou hráči pomoci vylepšit Talionovy schopnosti a navýšit počet naverbovaných spojenců prostřednictvím systému Nemesis. Na rozdíl od předchozího dílu, který byl spíše hack and slash (typ hry, který klade důraz na boj se zbraněmi na blízko, jako jsou meče nebo jiné čepele), má hra více akční přístup, což vytváří osobitější zážitek pro každého hráče. Hra dále obsahuje dynamický systém počasí a také cyklus dne a noci, který ovlivňuje hratelnost a chování nepřátel.
Systém Nemesis byl po použití v Middle-earth: Shadow of Mordor vylepšen, aby se dal použít na větší část světa. Stejně tak bylo vylepšeno chování naverbovaných spojenců, kteří jednají podle toho, jak s nimi hráčova postava zachází. Hráč má možnost přenést své nejlepší protivníky a své nejvěrnější spojence z Shadow of Mordor do Shadow of War. Vylepšený systém funguje na základě virtuální posádky, ze které má hráč přístup ke svému vojsku a významným spojencům, kteří byli buď získáni z hry pro více hráčů či z virtuální truhly „War Chest“ před červencovou aktualizací hry, anebo přemístěni příkazem k přeřazení. Posádka dále obsahuje tréninkové příkazy, které v některém ohledu vylepšují spojence, a které lze zakoupit pomocí „Mirianů“, což je herní měna. „Spoils of War“ a „XP“ boosty jsou stále k dispozici a lze je aktivovat, ale kvůli aktualizaci z 18. července je už nelze získat, ačkoliv boosty použité před aktualizací jsou stále platné.
Hra pro více hráčů obsahuje režim Social Conquest, v němž hráči mohou napadnout pevnosti jiných hráčů ve snaze je dobýt. Tento režim má dvě nastavení: přátelské a hodnocené. Přátelský režim umožňuje napadnout cizí pevnost bez rizika ztráty vlastní armády, zatímco hodnocený režim umožňuje napadnout cizí pevnost s rizikem ztráty některého z vlastních spojenců. Výsledky z hodnoceného režimu se následně umisťují na výsledkové tabuli online serverů.

## Příběh

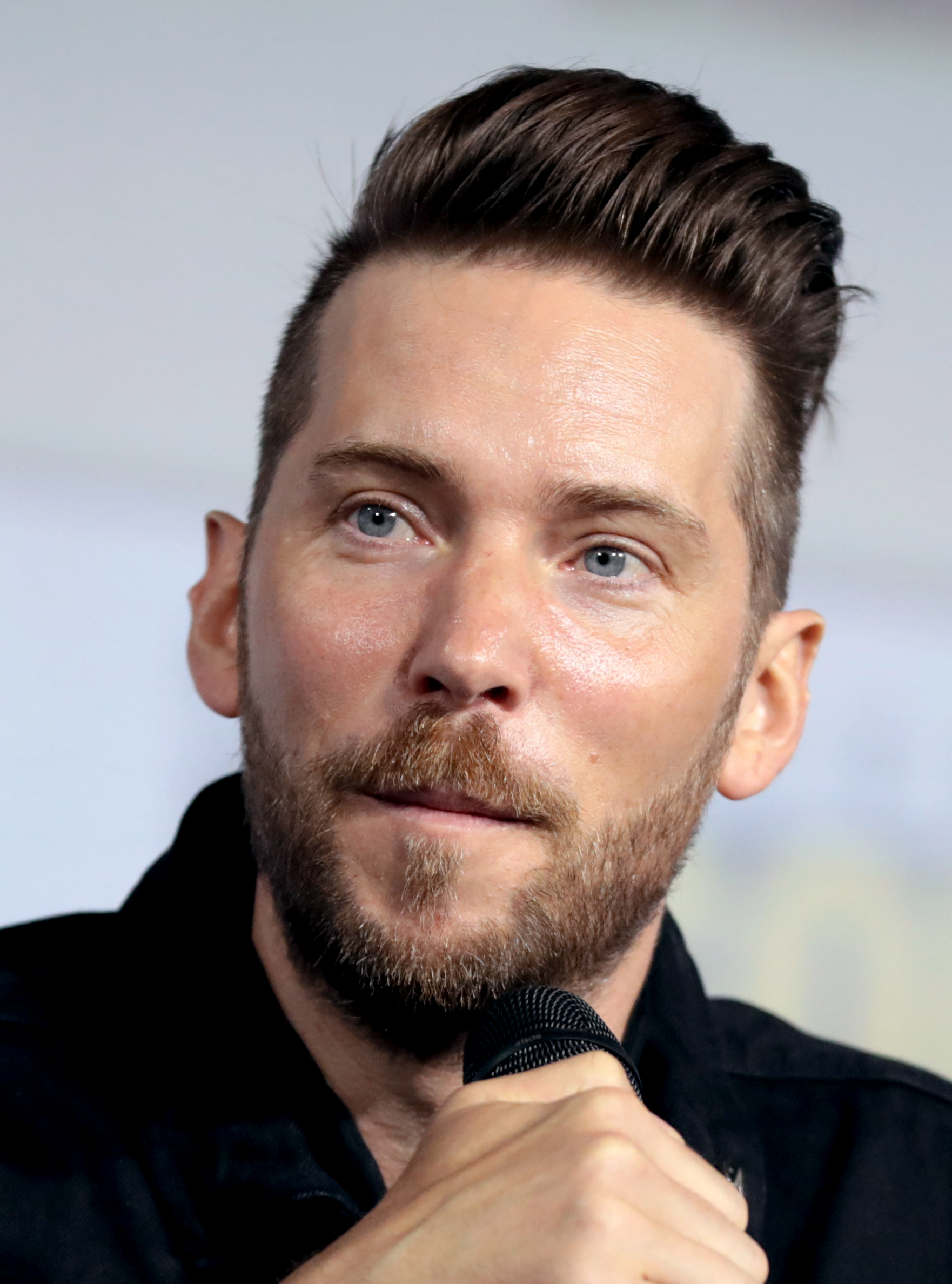
Troy Baker, který stejně jako v předchozím dílu namluvil Taliona, hlavní postavu hry. Zároveň se stal režisérem zaznamenání pohybů.

Middle-earth: Shadow of War navazuje na předchozí díl a sleduje příběh nemrtvého hraničáře Taliona, který je svázán s přízrakem elfského pána Celebrimbora. Společně v nitru Hory osudu ukovají nový Prsten moci zbavený Sauronova zlého vlivu. Nicméně, jakmile je prsten hotov, Celebrimbora unese a drží jako rukojmí pavoučice Odula, v této hře prezentována jako inteligentní bytost s magickými dovednostmi, která výměnou za jeho svobodu požaduje prsten. Talion neochotně souhlasí a odevzdá prsten Odule, která tvrdí, že Sauron je jejich společný nepřítel. Využije prstenu, aby nahlédla do budoucnosti, a vyšle Taliona do poslední gondorské pevnosti v Mordoru, do Minas Ithil, který je v obležení Sauronovými vojsky kvůli cennému palantíru. Palantír, tedy Vidoucí kámen, umožňuje svému držiteli vidět cokoliv, co si jen zamane, což z něj činí užitečnou pomůcku, ovšem v rukách nepřítele představuje nebezpečnou zbraň.
Po příchodu do Minas Ithil vznikne mezi Talionem a Celebrimborem spor. Zatímco Talion chce pomoci svým druhům z Gondoru, Celebrimbor věří, že město už stejně padlo a získání palantíru má přednost. Talion oponuje, že ochrana města ochrání i palantír a setká se s obránci města: generálem Castamirem, jeho dcerou Idril a kapitánem Baranorem. Společně sabotují veškeré snahy nepřátel proniknout do města, dokud se Castamir neukáže jako zrádce, jelikož umožní nepřátelům prolomit brány a předá palantír Černokněžnému králi Angmaru výměnou za to, že ušetří Idril. Castamira následně Černokněžný král zabije a Talionovi se stěží podaří uprchnout díky Eltariel, elfské vražedkyni ve službách paní Galadriel. Černokněžný král ovládne Minas Ithil a přejmenuje jej na Minas Morgul. Díky palantíru si Sauron uvědomí, že Celebrimborův prsten má Odula a vyšle za ní nazgûly. Talionovi se podaří Odulu zachránit, načež mu vrátí prsten a poví, že osud Středozemě leží v jeho rukách.
S prstenem zpět ve svém držení začne Talion využívat jeho moc k ovládnutí skřetů a budování vojska. Během této doby pomáhá Idril a Baranorovi při záchraně gondorských přeživších, pomůže duchovi přírody Carnán porazit balroga Tar Gorotha a skřetího nekromanta Zoga, je zrazen jedním ze svých přívrženců, jemuž se záhy pomstí, a společně s Eltariel loví jednotlivé nazgûly a odhaluje jejich minulost. Nakonec si zbuduje dostatečně silné vojsko, s nímž vytáhne na Sauronovu pevnost. Během bitvy se pustí do křížku s jedním z nazgûlů, kterým je ve skutečnosti Isildur, jemuž byl po bitvě na Kosatcových polích nasazen jeden z devíti lidských Prstenů moci. Talion jej porazí a nahlédne do jeho vzpomínek, konkrétně uzře, jak byl kdysi dávno zkažen Jedním prstenem, a jak za to zaplatil svým životem. Rozhodne se jej zabít a tím osvobodit jeho duši, namísto násilného ovládnutí tak jako v případě mnoha skřetů před tím. Celebrimbor rozčileně konstatuje, že Isildur by byl cenným přínosem pro jejich věc, kvůli čemuž si Talion uvědomí, že Celebrimbor ve skutečnosti nechce Saurona zničit, ale ovládnout jej. Talion proto odmítne nadále spolupracovat, v důsledku čehož jej Celebrimbor opustí a namísto něj se spojí s Eltariel, jíž předá svůj prsten.
Bez Celebrimbora či prstenu je Talion odsouzen k smrti. Prostřednictvím vize mu Odula vysvětlí, že pokud by pokračoval v boji se Sauronem, nakonec by uspěl, a Celebrimbor by Saurona zotročil a vyrazil proti zbytku Středozemě; povstal by tak Světlý pán (the Bright Lord) namísto toho Temného. Prosí Taliona, aby v boji nepolevil a udržel temnotu uvnitř Mordoru. Vkládaje osud do vlastních rukou si Talion nasadí Isildurův prsten a zachrání si tak život, stane se však temným odpadlíkem. S mocí tohoto prstenu dobyje Minas Morgul a porazí Černokněžného krále. Následně se zmocní palantíru a uzře souboj mezi Eltariel, Celebrimborem a Sauronem. Ve chvíli převahy se Celebrimbor pokusí ovládnout Saurona, ale ten usekne Eltariel několik prstů včetně toho, kde má nasazený Celebrimborův prsten, a splyne s Celebrimborem. Výsledkem je, že Celebrimbor a Sauron jsou uvězněni na vrcholu Barad-dûr v podobě planoucího oka ve věčném sváru o dominanci.
Talion ví, že nebude schopen Isildurovu prstenu odolávat věčně, a tak si z Minas Morgul udělá svou základnu a rozhodne se zadržet síly zla uvnitř Mordoru tak dlouho, jak jen to bude možné. O desítky let později podlehne zkaženosti prstenu a stane se jedním z nazgûlů, kteří se vydávají nalézt Froda Pytlíka a Jeden prsten. Po zničení Jednoho prstenu a Saurona samotného všichni nazgûlové včetně Taliona umírají, díky čemuž je jeho duch konečně osvobozen. Poslední scéna ukazuje, jak dosáhne břehů Valinoru, odhodí své zbraně a odchází na západ.

### Blade of Galadriel
Po souboji mezi Celebrimborem a Sauronem se Eltariel probudí na vrcholu Barad-dûr, získá zpět Celebrimborův prsten a prostřednictvím vize jí Galadriel přikáže, aby pokračovala v lovu nazgûlů včetně Taliona. Vydá se do Minas Morgul a Taliona napadne, ale ten jí po krátkém boji přesvědčí, aby spojili síly. Vysvětlí, že nedávno se objevil nový náčelník s masivní armádou skřetů, která napadla některé jeho pevnosti. Zaúkoluje proto Eltariel obranou pevnosti v Cirith Ungolu, zatímco on sám vyrazí bránit pevnost v Seregostu. Eltariel s pomocí několika skřetích kmenů pevnost ubrání, ale Seregost mezitím padne. Vzápětí dorazí dvojice zběhlých nazgûlů a odhalí, že právě oni vedou novou armádu ve snaze ovládnout Středozem, jak jsou Sauron a Černokněžný král v návaznosti na události základní hry oslabeni, načež uniknou pryč. Eltariel poté otráví pevnost v Seregostu, získá nové spojence a společně s Talionem vytáhnou proti nazgûlím dvojčatům, které Eltariel zapudí. Talion však začne podléhat vlivu Isildurova prstenu a Eltariel je nucena s ním bojovat. Přestože jej smrtelně zraní, Talion vysvětlí, že Sauronova moc mu nedovolí zemřít, načež v přízračné podobě unikne pryč. Po těchto událostech pokračuje Eltariel v boji se silami Mordoru až do dne, kdy je Jeden prsten a s ním i Sauron zničen, čímž se přízrak Celebrimbora dostává na svobodu. Eltariel se jej rozhodne vypátrat.

### Desolation of Mordor
Po pádu Minas Ithil se Baranor vydává na východ Mordoru, kde sídlí Nevidění synové (Vanishing Sons), profesionální žoldnéři, s jejichž pomocí by mohl ovládnout tamní pevnost Shindrâm. Při cestě je napaden drakodlaky (Were-wyrms), před nimiž jej zachrání trpaslík Torvin. Po zotavení pokračuje v cestě a žoldnéře nalezne. Vyjde najevo, že jejich vůdce je jeho ztracený starší bratr Jagai, nyní znám pod jménem Serka. Baranor jej požádá o pomoc, s níž Serka neochotně souhlasí výměnou za veškerou kořist, kterou v Shindrâmu naleznou. Ve snaze oslabit nepřítele podnikne Baranor společně s žoldnéři několik partyzánských útoků, ale tyto činy vyústí ve zradu, když jeden z žoldnéřů, Zhója, svrhne Serku a pošle jej na smrt do skřetí arény. Baranor jej zachrání, načež Serka Zhóju popraví a opět převezme kontrolu nad Neviděnými syny. Po odražení mohutného skřetího útoku se žoldnéři zmocní Shindrâmu a zabijí místního vládce, Takru zvaného Písečný pavouk (Takra the Sandspider). Nicméně, raději než pevnost bránit před nepřátelskými útoky ji opustí a nastraží v ní past v podobě obrovského drakodlaka. Baranor a Serka se poté rozhodnou, že dobudou víc pevností, konkrétně se vydají do Gorgorothu.

## Vývoj
Po úspěchu předchozího dílu se studio Monolith Productions ujalo vedení vývoje Shadow of War. Kreativní ředitel Michael de Plater uvedl, že vývoj Middle-earth: Shadow of Mordor byl pro studio naučnou zkušeností, jak vytvářet hry s otevřeným světem, ale že vývojáři se museli omezit co do rozsahu zmíněné hry. Dále uvedl, že s nabytými poznatky byl Monolith schopen pro pokračování učinit odvážnější krok vpřed, přičemž toto tvrzení podpořil slovy: „našimi ambicemi bylo udělat velkou, blockbusterovou verzi nápadů, které jsme začali zkoumat v první hře. Je to pro nás tím, co je Terminátor 2 pro Terminátora.“ Oproti předchozímu dílu, který využíval herní engine LithTech, došlo k vylepšení na engine Firebird, který dokáže podporovat rozsáhlé bitvy a složitější funkce systému Nemesis.
Přáním vývojářů bylo, aby příběh hry „evokoval některé z nejvíce ikonických a epických prvků“ Pána prstenů a Hobita. Pro tento účel vytvořili systémy, které umožňují tvorbu rozsáhlých bitev, jejichž části řídí různí stoupenci, které hráč dříve naverboval, což samotnému hráči umožňuje soustředit se na násilnost a brutalitu boje zblízka. Vývojáři tyto momenty začlenili do herního příběhu, čímž poskytli kontext pro systém Nemesis, jehož konečným účelem je usnadnit Talionovi úplné dobytí Mordoru. Ve snaze vysvětlit důvod, proč se příběh hry odklonil od kánonu Pána prstenů, jej de Plater nazval „adaptací“ knih. Ačkoliv se vývojáři snažili co nejvíce zachytit ducha Středozemě, vytvořili originální příběh, který zkoumá „temnější stránku Tolkienových děl“. Jelikož se hra odehrává v poměrně neprozkoumaném období mezi událostmi Hobita a Společenstva prstenu, vývojáři věřili, že doplní některé chybějící detaily, aniž by ovlivnili širší příběh popsaný v Tolkienových knihách. Svou hru přirovnali k filmu Rogue One: Star Wars Story, poněvadž příběh Shadow of War vede k událostem Pána prstenů. Příběh byl navržen tak, aby byl přístupný i těm hráčům, kteří nehráli předchozí díl či se nikdy nesetkali s žádnou z Tolkienových knih. Finální část hry, tzv. „stínové války“ (the Shadow Wars), byla vytvořena s úmyslem dát hráčům důvod, aby po dokončení příběhu pokračovali ve hře a prozkoumávali systém Nemesis. Vývojáři očekávali, že tuto konečnou část odemkne jen nízké množství hráčů.
Hlavní postavou je opět Talion. Vyprávění se dělí na tři dějství a poskytuje definitivní zakončení Talionova příběhu, který začal v Shadow of Mordor. Jak uvedl de Plater, přestože má Talion hrdinské rysy jako Boromir, ve výsledku je obyčejným člověkem jako Samvěd Křepelka. Troy Baker opět namluvil Taliona, a zároveň se stal režisérem zaznamenání pohybů všech dějových sekvencí ve hře. Pro splnění této role čerpal z osobních zkušeností, které nabyl při práci na videohrách The Last of Us a Uncharted 4: A Thief's End od studia Naughty Dog, přičemž úzce spolupracoval s herními scenáristy a režiséry filmových sekvencí. Kromě Bakera se k dabingu vrátil také Alastair Duncan v roli Celebrimbora. Ten je v této hře prezentován jako ambiciózní „mocná postava“, která věří, že jakmile získá prsten, svede být lepší než Sauron. Vývojáři chtěli zavést hráče do oblastí mimo Mordor a Taliona nechat poznat nové postavy. Mezi nové členy obsazení patří například Laura Bailey v roli Eltariel, elfské vražedkyně ve službách Galadriel, která se snaží udržet nazgûly uvnitř Mordoru, a Pollyanna McIntosh v roli Oduly, pavoučice, která se v této hře dovede proměnit v lidskou ženu. Tato skutečnost se zpočátku setkala s odporem fanoušků, jelikož je v rozporu s literární předlohou, ale scenárista Tony Elias v návaznosti uvedl, že lidská podoba této postavy jim umožnila ji prozkoumat hlouběji, poněvadž jinak by její roli museli silně omezit.

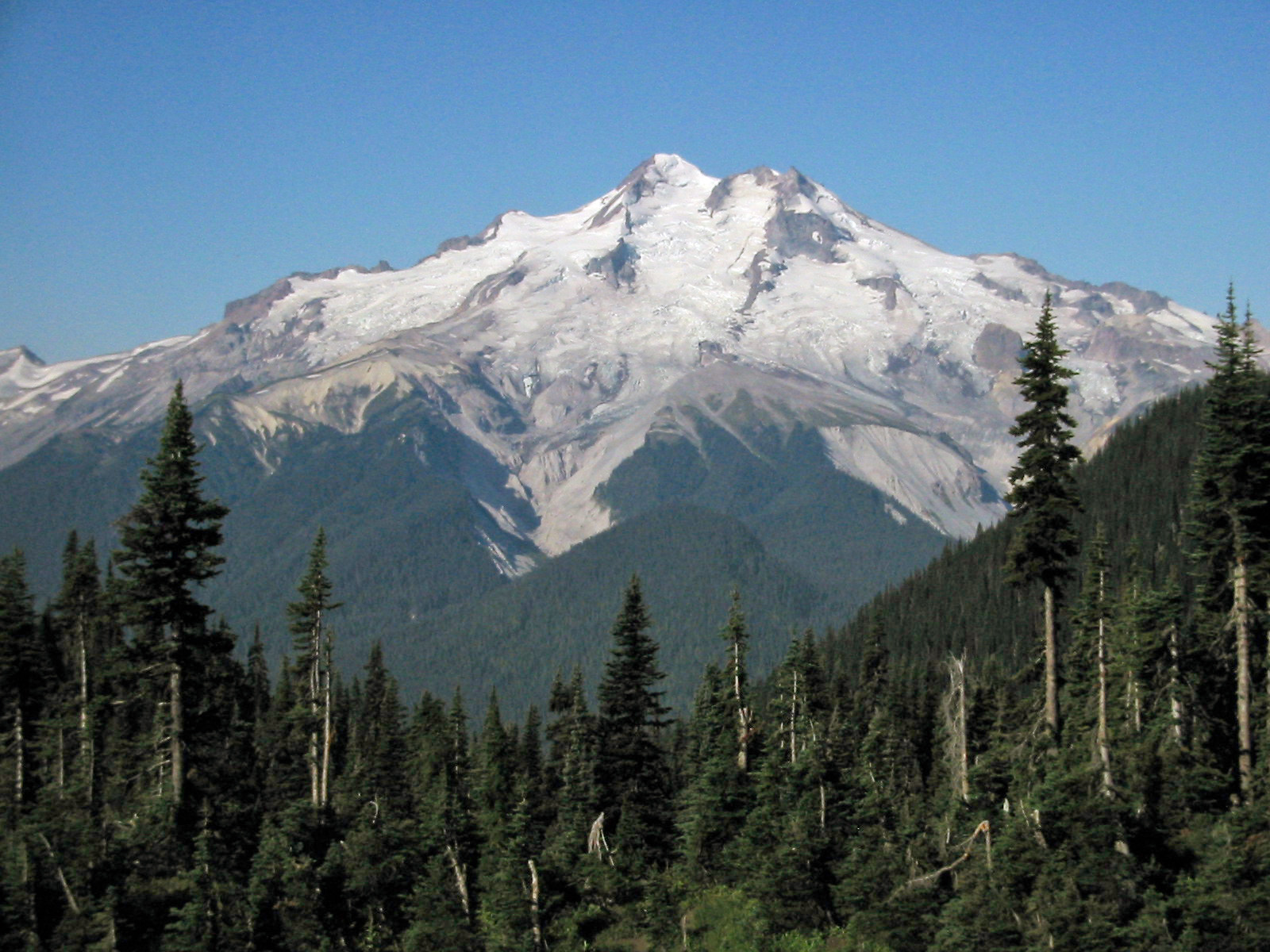
Sopky ve východním Washingtonu byly jednou z inspirací při tvorbě herních oblastí.

Vývojáři se snažili zasvětit co nejvíc prostředků do nových herních oblastí, které byly inspirovány krajinou východního Washingtonu, Aljašky a Islandu. De Plater dodal, že každá oblast je ve srovnání s Shadow of Mordor větší a environmentálně rozmanitější. Těchto pět oblastí bylo současně navrženo tak, aby byly barevnější, a v kontrastu s drsným stylem Shadow of Mordor. Lidské město Minas Ithil bylo navrženo jako první místo, které Talion navštíví. Vývojáři se při jeho návrhu inspirovali filmovou verzí Minas Tirith a římskou architekturou. Dále konzultovali ilustrátora a architekta Teda Nasmitshe. Jejich záměrem bylo, že město napadnou a dobudou nazgûlové, čímž dojde ke vzniku padlého Minas Morgul. Co se ostatních oblastí týče, Seregost je zasněžená oblast s výškovými změnami, které v předchozí hře nebyly k vidění. Cirith Ungol je rozsáhlý jeskynní systém, kde se nacházejí pozůstatky starověké civilizace. Núrn, který byl i v předchozím díle, je stylizován jako tropický ostrov. Prostřednictvím této oblasti chtěli vývojáři prozkoumat téma devastace přírody, jelikož zdejší lesy pro jejich zdroje drancují skřeti. Gorgoroth byl popsán jako „pekelná krajina“ a „zrealizované vyvrcholení všech ikonických míst a staveb z předlohy, které každý zná a zbožňuje“. Vývojáři tuto oblast navrhli s důrazem na industrializaci, jelikož se snažili ukázat, jak skřeti v nadcházející válce budují továrny a různé obléhací stroje. Systém Nemesis ovlivňuje herní svět tím, že mění prostředí v závislosti na původu skřetího vládce, který ovládá danou pevnost.

## Vydání

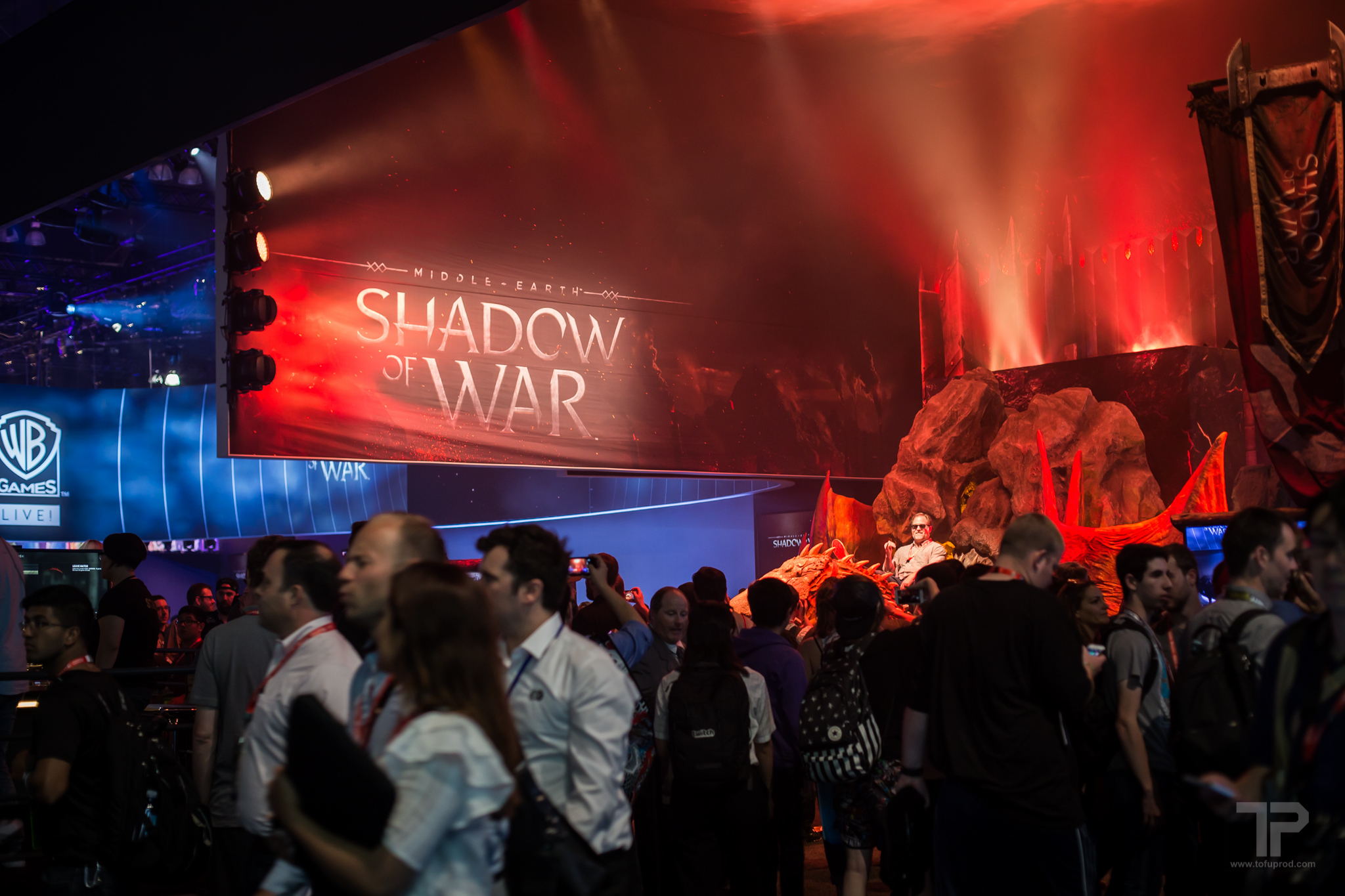
Prezentace Shadow of War na veletrhu her E3 2017

Middle-earth: Shadow of War bylo oficiálně oznámeno studiem Monolith Productions a vydavatelem Warner Bros. Interactive Entertainment v březnu 2017. Hra měla původně vyjít v srpnu téhož roku, ale v červnu vydavatel oznámil, že vydání bude odloženo o dva měsíce, aby bylo zajištěno, že hra splní „nejkvalitnější herní zážitek“. Hra tak vyšla pro PlayStation 4, Microsoft Windows a Xbox One dne 10. října 2017. 28. září byla vydána také bezplatná doprovodná hra pro zařízení iOS a Android, tedy dříve než plnohodnotná verze pro herní konzole a osobní počítače. Tuto doprovodnou verzi Shadow of War vyvinula společnost IUGO Mobile Entertainment. Hraje se jako realtimová strategická videohra na hrdiny z pohledu shora dolů, v níž hráči mohou rekrutovat postavy nejen z konzolové a PC verze Shadow of War, ale také z předchozího dílu a filmové trilogie Pán prstenů, aby mohli bojovat se Sauronovými přisluhovači v malých bitvách.
Dne 3. března 2016 zemřel v důsledku rakoviny výkonný producent studia Monolith, Michael David Forgey. Coby upomínku této ztráty oznámily Monolith a Warner Bros. stahovatelný obsah s názvem Forthog Orc-Slayer. DLC se původně prodávalo za 5 dolarů, přičemž Warner Bros. slíbilo, že 3,5 dolaru ze zisku z každého prodeje tohoto DLC uskutečněného ve většině amerických států bude do 31. prosince 2019 věnovat Forgeyho rodině. Toto oznámení se však setkalo s negativním ohlasem a Warner Bros. bylo osočeno za pokus vydělat peníze na Forgeyho smrti. Po veřejné reakci byl veškerý výtěžek vrácen těm, kteří si zmíněné DLC zakoupili, a od 27. září 2017 je bezplatnou součástí hry. Coby kompenzaci Warner Bros. jednorázově přispělo Forgeyho rodině.
Hra byla vydána spolu s rozšiřujícím pasem, který hráčům poskytuje přístup k dodatečnému stahovatelnému obsahu. Rozšíření Slaughter Tribe Nemesis a The Outlaw Tribe Nemesis, která do hry přidávají nové skřetí kmeny a vybavení, byla vydána v listopadu a prosinci 2017. V únoru 2018 vyšlo první příběhové rozšíření zvané Blade of Galadriel. V tomto datadisku se hráči ujímají role elfské bojovnice Eltariel, bojují s nazgûly a odhalují jejich minulost. V květnu 2018 bylo vydáno druhé příběhové rozšíření zvané Desolation of Mordor. V něm se hráči ujímají role Baranora, kapitána Minas Ithil, který se vydává na východ, aby po boku svých spojenců čelil nové skřetí hrozbě. Mimo zmíněné bylo vydáno také několik bezplatných aktualizací, které přinesly nový obsah, jako jsou například nekonečné stínové války (the Shadow Wars) či online bojové jámy. V dubnu 2018 Monolith oznámil, že ze hry postupně odstraní všechny formy mikrotransakcí a online tržiště. Studio uvedlo, že zmíněné transakce „kompromitují“ hru tím, že podkopávají systém Nemesis, jelikož poskytují hráčům rychlou zkratku k vybudování jejich armády. Po této změně připojilo Warner Bros. Games veškerý obsah rozšiřujícího pasu k základní hře a v srpnu 2018 ji vydalo jako „Definitive Edition“. Pro uživatele Steamu byla v srpnu 2018 vydána také demoverze hry, která umožňuje hráčům dokončit všechny mise v oblasti Núrnu.

## Přijetí

### Kritika
| Agregátor  | Skóre                               |
| ---------- | ----------------------------------- |
| Metacritic | XONE: 81/100 PS4: 80/100 PC: 75/100 |

| Udělil        | Skóre  |
| ------------- | ------ |
| Destructoid   | 7/10   |
| EGM           | [ 41 ] |
| Game Informer | 9,5/10 |
| GameSpot      | 7/10   |
| GamesRadar+   | [ 44 ] |
| Giant Bomb    | [ 45 ] |
| IGN           | 9/10   |
| PC Gamer (US) | 73/100 |
| Polygon       | 7,5/10 |
| Bonusweb.cz   | 75%    |
| Doupě.cz      | [ 50 ] |
| Games.cz      | 8/10   |
| Hrej.cz       | 6/10   |
| Indian-tv.cz  | 7/10   |
| Konzolista.cz | 8/10   |

Dle agregátoru recenzí Metacritic obdržela hra „obecně přívětivé“ recenze. Mnozí kritikové vyzdvihli ambiciózní rozsah hry a značné rozšíření systému Nemesis, ale současně kritizovali příběh a přehnaný objem celé hry. Silné kritiky se dočkalo zavedení mikrotransakcí a takzvaných lootboxů, tedy virtuálních truhel s kořistí. Z komerčního hlediska se Shadow of War stal v říjnu 2017 nejprodávanější videohrou v USA, přičemž oproti předchozímu dílu vzrostly prodeje o 20 %. V Spojeném království se jednalo o druhou nejprodávanější videohru v týdnu vydání, první byla FIFA 18.
Systém Nemesis byl často vybírán jako zlatý hřeb celé hry. Matt Miller z Game Informer popsal Shadow of War jako „hřiště plné intenzivních a gradujících akčních scén“, které se odvíjí na základě hráčových voleb. Byl ohromen rozmanitostí skřetů, s nimiž se ve hře setkal, a napsal, že jejich interakce v průběhu různých misí pomohla prohloubit zapojení hráčů do herního světa. Leon Hurley z GamesRadar+ si také oblíbil systém Nemesis, jelikož dovedl vytvořit osobní příběh nad rámec hlavního děje. Dále poznamenal, že každý střet s nepřítelem se potenciálně může rozvinout ve zcela jedinečný příběh v závislosti na hráčových rozhodnutích. Dan Stapleton z IGN chválil, že systém Nemesis generoval mnoho různorodých postav a protivníků, z nichž každý měl vlastní hlas a vzhled. Dále ocenil systém za to, že do hry vnesl prvek překvapení a nepředvídatelnosti. Andy Kelly z PC Gamer popsal systém Nemesis jako „nejlepší část“ celé hry. Kvitoval systém nepřátelských kmenů za tvorbu skřetů, kteří působí jako „odlišné a originální postavy, pročež vztahy s nimi působí více ‚osobně‘“. Christian Donlan z Eurogamer chválil systém Nemesis za to, že díky němu působí herní svět „báječně, komicky a vyváženě živě“. Několik kritiků však zpochybnilo morální stránku věci, jelikož k budování vlastního vojska dochází skrze vymývání mozků a zotročování skřetů.
Systém soubojů si vysloužil chválu. Miller ocenil různorodé bojové dovednosti, které ze hry učinily „mocnou power fantasy“. Líbil se mu také systém postupu hrou, který udržoval svěží herní zážitek nehledě na dlouhou délku hry. Hurley si užil systém vylepšování, který výrazně prohloubil „prostý“, leč „efektivní“ soubojový systém založený na protiútocích. Poznamenal, že každý souboj se může lišit díky jedinečným vlastnostem každého skřeta, což nutí hráče improvizovat a přizpůsobit se. Stapleton chválil Talionovu hbitost a cestování herním světem označil za „rychlé a zábavné“. Dobývání pevností bylo kritiky chváleno za jejich epický rozsah, ačkoliv Stapleton byl zklamán absencí plánování a rozmýšlení strategie. Johnny Chiodini z Eurogamer uvedl, že hra často zahltila hráče zkušenostními body a novými dovednostmi, což celou hru usnadnilo. V důsledku toho došlo k podkopání systému Nemesis, poněvadž se Chiodini nikdy nesetkal s „nemesis“ postavou, která by mu způsobila významné potíže nebo opakovaně zabila jeho Taliona.
Příběh se setkal s obecně negativní odezvou. Hurley poznamenal, že atmosféra děje byla nesouvislá. Současně nabyl dojmu, že příběh nerespektuje zdrojový materiál; příkladem uvedl, že v Shadow of War se Odula dovede měnit z pavouka v lidskou ženu a naopak. Stapleton dodal, že s mytologií Pána prstenů zachází hra „nezodpovědně“, zatímco dialogy zkritizoval jako „neohrabané“ a „obšlehnuté“. Kellymu se nelíbila atmosféra hry, protože měl pocit, že je „příliš vážná“ a postrádá smysl pro hravost. Chiodini označil příběh jako „příšerný“, „samolibý“ a „nabubřele nesmyslný“. Nabyl podezření, že studio Monolith přidalo některé dějové pasáže „jen pro to, aby všechno bylo tentokrát větší“, a napsal, že „mytologie byla vyhozena z okna pro pár chabých a zbytečných odhalení“. Chris Carter z Destructoid neměl rád Taliona, nazval jej „nevýrazným“ a dodal, že příběh je „nesmyslný“, že „to jsou jen samé prsteny a směšná porušování kontinuity pro potřeby děje“. Phillip Kollar z Polygon poznamenal, že fanoušci Tolkienova legendária nejspíš shledají příběh a odchylky od stávajícího kánonu za „nechutné“. Justin Haywald z GameSpot si oblíbil dějové odbočky s vedlejšími postavami a skřetími společníky, ale bědoval nad tím, že s nimi hráči netráví tolik času, a že tyto úkoly končí náhle.
Rozsah hry se dočkal smíšených pocitů. Někteří recenzenti poznamenali osobitost pěti herních oblastí, ale stejně tak nedostatek nových druhů nepřátel a hratelnosti. Zatímco Miller chválil design lokalit a popsal je jako „vizuální lahůdku“, Kelly kritizoval neinspirativní design prostředí a jeho „nevýrazný, utlumený vzhled“. Dále nabyl dojmu, že navzdory nadbytku herních systémů z nich mnoho nebylo vhodně implementováno. Co se přílišné objemnosti hry týče, dodal, že hra „neustále křičí [na hráče], aby něco dělali“, a vedlejší obsah popsal jako „seznam úkolů z fantasy“. Carter rovněž nabyl dojmu, že některé systémy, jako například vybavení hlavní postavy, byly příliš složité. Andrew Webster z The Verge dodal, že záměr vývojářů zavést do hry více obsahu se nečekaně obrátil proti nim a oslabil herní zážitek, což způsobilo, že skvělé momenty byly zastíněny zbytečným obsahem, nudnými misemi a značkami na mapě, které nedokázaly zážitek nijak pozvednout.

### Ocenění a nominace
Entertainment Weekly umístilo hru na osmém místě jejich seznamu Best Games of 2017, GamesRadar+ ji umístilo na osmnáctém místě jejich seznamu 25 Best Games of 2017, a EGMNow ji umístilo na patnáctém místě jejich seznamu 25 Best Games of 2017. Hra vyhrála cenu za „Nejlepší akční hru“ v Best of 2017 Awards od IGN, kde byla dále nominována na „Nejlepší počítačovou hru“ a „Nejlepší hru pro Xbox One“. V soutěži Game of the Year Awards 2017 od PC Gamer byla nominována na „Nejlepší akční hru“ a „Nejlepší hru s otevřeným světem“. V soutěži 2017 Action Game of the Year Awards od Game Informer získala cenu za „Nejlepší souboje“.
| Rok  | Ocenění                                               | Kategorie                                  | Výsledek | Zdroje        |
| ---- | ----------------------------------------------------- | ------------------------------------------ | -------- | ------------- |
| 2018 | 21. každoroční D.I.C.E. Awards                        | Hra na hrdiny roku                         | nominace | [ 71 ]        |
| 2018 | National Academy of Video Game Trade Reviewers Awards | Animace, technická                         | nominace | [ 72 ] [ 73 ] |
| 2018 | National Academy of Video Game Trade Reviewers Awards | Umělecká režie, fantasy                    | nominace | [ 72 ] [ 73 ] |
| 2018 | National Academy of Video Game Trade Reviewers Awards | Design postav                              | nominace | [ 72 ] [ 73 ] |
| 2018 | National Academy of Video Game Trade Reviewers Awards | Design ovládání, 3D                        | nominace | [ 72 ] [ 73 ] |
| 2018 | National Academy of Video Game Trade Reviewers Awards | Hra, franšízová na hrdiny                  | nominace | [ 72 ] [ 73 ] |
| 2018 | National Academy of Video Game Trade Reviewers Awards | Užití zvuku, franšízové                    | nominace | [ 72 ] [ 73 ] |
| 2018 | 16. každoroční Game Audio Network Guild Awards        | Nejlepší originální hudba („Fires of War“) | nominace | [ 74 ]        |